# Cantone di Ploemeur
Il Cantone di Ploemeur (o Plœmeur)  è una divisione amministrativa dell'arrondissement di Lorient.
A seguito della riforma approvata con decreto del 21 febbraio 2014, che ha avuto attuazione dopo le elezioni dipartimentali del 2015, è passato da 2 a 3 comuni.

## Composizione
I 2 comuni facenti parte prima della riforma del 2014 erano:
- Larmor-Plage
- Ploemeur

Dal 2015 i comuni appartenenti al cantone sono i seguenti 3:
- Larmor-Plage
- Ploemeur
- Quéven